# Vila do Conde
Vila do Conde (uttal: [ˈvilɐ du ˈkõdɨ]
 ( lyssna)) är en stad och kommun i norra Portugal.                                                                                                                                 Den ligger vid atlantkusten, 25 km norr om Porto.
Staden har 25 731 invånare och är huvudorten i kommunen Vila do Conde.
Kommunen har 79 533 invånare (2020) och en yta på 149.00 km². Den ingår i distriktet Porto, och är också en del av Portos storstadsregion (Área Metropolitana do Porto) som ingår i regionen Norra Portugal (Região do Norte).

## Freguesias
Vila do Conde består av 21 freguesias (kommundelar).

- Árvore
- Aveleda
- Azurara
- Bagunte, Ferreiró, Outeiro Maior e Parada
- Fajozes
- Fornelo e Vairão
- Gião
- Guilhabreu
- Junqueira
- Labruge
- Macieira da Maia
- Malta e Canidelo
- Mindelo
- Modivas
- Retorta e Tougues
- Rio Mau e Arcos
- Touguinha e Touguinhó
- Vila Chã
- Vila do Conde
- Vilar e Mosteiró
- Vilar de Pinheiro

## Ortnamnet
Ortnamnet ''Vila do Conde nämns år 953 som Villa de Comite, motsvarande Villa Comitis på latin. Det är inte känt vem denna Comite/Comitis skulle ha varit.

## Sport

### Idrottsföreningar
- Rio Ave FC, vanligen kallat Rio Ave, har ett fotbollslag som spelar i Primeira Liga .[4]